# 郑健超
郑健超（1939年10月6日—），广东中山人，中国高电压技术专家，中国工程院院士。

## 生平
1963年清华大学电机系本科毕业，1965年清华大学研究生毕业。1995年当选为中国工程院院士。